# 永宁镇 (苍溪县)
永宁镇，是中华人民共和国四川省广元市苍溪县下辖的一个乡镇级行政单位。

## 行政区划
永宁镇下辖以下地区：
永宁社区、桃花村、碧山村、大桥村、兰池村、平桥村、金洞村、荞子村、金宝村、铺子村和柑子村。